# Wyoming (Town, Iowa County)
Die Town of Wyoming ist eine von 14 Towns im Iowa County im US-amerikanischen Bundesstaat Wisconsin. Im Jahr 2010 hatte die Town of Wyoming 302 Einwohner.
Town hat in Wisconsin eine grundlegend andere Bedeutung, als im übrigen englischsprachigen Bereich. Vielmehr entspricht sie den in den anderen US-Bundesstaaten üblichen Townships, die nach dem County die nächstkleinere Verwaltungseinheit bilden.
Das Gebiet der Town of Wyoming ist Bestandteil der Metropolregion Madison.

## Geografie
Die Town of Wyoming liegt im Südwesten Wisconsins, am Südufer des Wisconsin River, einem linken Nebenfluss des Mississippi. Der am Mississippi gelegene Schnittpunkt der drei Bundesstaaten Wisconsin, Iowa und Minnesota liegt rund 130 km westnordwestlich; nach Illinois sind es rund 80 km in südlicher Richtung.
Die geografischen Koordinaten des Zentrums der Town of Wyoming sind 43°07′18″ nördlicher Breite und 90°06′32″ westlicher Länge. Sie erstreckt sich über eine Fläche von 105,8 km², die sich auf 103 km² Land- und 2,8 km² Wasserfläche verteilen. 
Die Town of Arena liegt im Norden des Iowa County und grenzt an folgende Nachbartowns:
| Town of Buena Vista (Richland County) | Town of Spring Green (Sauk County)          |                  |
| Town of Clyde                         | Kompassrose, die auf Nachbargemeinden zeigt | Town of Arena    |
|                                       | Town of Dodgeville                          | Town of Ridgeway |

## Verkehr
Durch die Town führt von Nordost nach Südwest der Wisconsin State Highway 23. Entlang des Wisconsin River verläuft der County Highway C. Daneben führen noch die County Highways T und Z durch das Gebiet der Town of Wyoming. Alle weiteren Straßen sind untergeordnete Landstraßen sowie teils unbefestigte Fahrwege.
Die nächsten Flughäfen sind der Dubuque Regional Airport in Iowa (rund 110 km südwestlich), der Dane County Regional Airport in Wisconsins Hauptstadt Madison (rund 70 km östlich) und der Chicago Rockford International Airport (rund 170 km südöstlich).

## Bevölkerung
Nach der Volkszählung im Jahr 2010 lebten in der Town of Wyoming 302 Menschen in 131 Haushalten. Die Bevölkerungsdichte betrug 2,9 Einwohner pro Quadratkilometer. In den 131 Haushalten lebten statistisch je 2,31 Personen. 
Ethnisch betrachtet bestand die Bevölkerung zu 97,7 Prozent aus Weißen und 2,3 Prozent, die von zwei oder mehr Ethnien abstammen.  
19,2 Prozent der Bevölkerung waren unter 18 Jahre alt, 65,6 Prozent waren zwischen 18 und 64 und 15,2 Prozent waren 65 Jahre oder älter. 45,4 Prozent der Bevölkerung war weiblich.
Das mittlere jährliche Einkommen eines Haushalts lag bei 50.417 USD. Das Pro-Kopf-Einkommen betrug 32.423 USD. 4,0 Prozent der Einwohner lebten unterhalb der Armutsgrenze.

## Ortschaften in der Town of Wyoming
Neben Streubesiedlung existiert in der Town of Wyoming noch die gemeindefreie Siedlung Wyoming.